# Torrentbits
Torrentbits är en numera nerlagd Bittorrent-tracker som var den första med att ställa hårda krav på sina användare. Genom att hålla en fast användargräns var det svårt att komma in, vilket ledde till att många ville ha kvar sitt konto när de väl hade det. För att få stanna kvar var man tvungen att seeda det man laddade ner, vilket ledde till att sidan hade anmärkningsvärt bra hastighet för nerladdare. Efter att sidan lades ner startades projektet Torrentbytes som i princip är en kopia på den gamla sidan och bygger på samma idé.
Torrentbits är kanske mest känt för att stå bakom den källkod (kallad "TB source") som idag används på en mycket stor del av de trackers som finns. Designen är väldigt simpel med en logotyp i toppen, en meny under och sen en lista över torrents samt ett forum.